# The International 2025
The International 2025 — чотирнадцятий чемпіонат світу з комп'ютерної гри Dota 2 жанру MOBA. Організований Valve, компанією-розробником гри. Основний етап турніру пройде з 11 по 14 вересня 2025 року на Barclays Arena в Гамбурзі, Німеччина.
15 травня 2025 року Valve оголосили вісім команд, що отримали прямі запрошення на турнір: Team Liquid, PARIVISION, BB Team, Team Tidebound, Gaimin Gladiators, Team Spirit, Team Falcons та Tundra Esports. Ще вісім учасників турніру мають визначитися протягом червня за підсумками регіональних кваліфікацій в шести регіонах світу: Східна Європа, Південна Америка, Китай, Північна Америка, Південно-Східна Азія та Західна Європа.